# 頼尊
頼尊（らいそん）は、南北朝時代の富士山の修験者。駿河国富士郡の人物。

## 略歴
『駿河国新風土記』の富士山条には以下のようにある。
このことから富士山興法寺を拠点として活動した修験者とされ、富士行を始めた人物としても知られる。村山修験に深く関わる人物である。
富士氏の系図である「富士大宮司系図」に頼尊の名があり、富士大宮司である富士直時の従弟であるとされる。またその名の下記に「富士正別当 村山三坊等ノ祖」とあり、村山三坊の祖とされている人物である。『駿河国新風土記』には他に「原田村妙善寺観音堂梁牌に文保元丁巳十一月十一日大発願主頼尊とみえたれば文保年中の人なり」ともあり富士直時の活動時期と一致することから、文保年間（1317年-1319年）には存命の人物とされる。
村山浅間神社の社伝によると、村山の地に「富士根本宮」と称される浅間社を建立し、大棟梁権現を総鎮守としたという。そして寺号を「興法寺」としたという。また宝永7年（1710年）「東泉院代々記録」に「自妙行頼尊大僧正エ相伝スト見エタリ」とあり、浄土院（東泉院の前身）の住持であったと伝えられている
。
その他にも諸説が多く、『駿河志料』には東泉院の開祖を継ぐ人物の後を継いだ人物とある。また千葉氏の系図には、平忠頼の子であり平忠常とは兄弟関係にあると見えるという。子に平常遠。